# Phygadeuon rhenanus
Phygadeuon rhenanus là một loài tò vò trong họ Ichneumonidae.